# 坂井祥紀
坂井 祥紀（さかい しょうき、1991年1月3日 - ）は、日本のプロボクサー。兵庫県尼崎市出身。横浜光ボクシングジム所属。第57代日本ウェルター級王者。
高校卒業後にメキシコに渡り、同国やアメリカなどで試合を重ね、帰国後に日本王座を獲得した逆輸入ボクサーである。

## 来歴

### アマチュア時代
中学1年のときに尼崎ジムでボクシングをはじめる。
尼崎工業高等学校在学時の2008年チャレンジ!おおいた国体で、少年の部のライト級に兵庫県代表として出場してベスト4。

### プロ時代
高校卒業後に大阪のロマンサジムを経てメキシコに渡り、本家ロマンサジムで数々の世界王者を育てた名将イグナシオ・ベリスタインから指導を受ける。
2010年6月26日、ロス・モチスにてプロデビュー戦を判定勝利。
2015年9月12日、WBCユース世界スーパーライト級王座決定戦でハビエル・メルカードと対戦して10回KO勝利しユース王座獲得。
2016年4月23日、アメリカデビュー戦でCarlos Villaに判定勝利。
2017年8月22日、ラスベガスデビューで世界王座挑戦経験を持つアシュリー・シオフェンに判定勝利。
2019年11月2日、カリフォルニア州カーソンのディグニティ・ヘルス・スポーツ・パークにてミゲール・ベルチェットVSジェイソン・ソーサの前座で、ゴル・エリツィアンとウェルター級8回戦で対戦し、8回0-3（75-77、73-79、72-80）で敗れた。
2020年に横浜光ボクシングジムと契約。ただし、この時点では日本に長くとどまるつもりはなく、日本で立て直して再びアメリカを目指すとしていた。
2020年8月31日、新宿FACEで重田裕紀と対戦。8回3-0（78-74×3）の判定勝利で日本デビュー戦を飾った。
2020年12月26日、墨田区総合体育館で小畑武尊と対戦し、8回3-0（77-75、79-73×2）で判定勝利。
2021年4月8日、後楽園ホールで開催された「ダイヤモンドグローブ」にて日本ウェルター級王者の小原佳太に挑戦。10回0-3（94-96×3）の判定負けで王座獲得に失敗。
2021年8月20日、メキシコでダリオ・ファーマンと対戦し、3回45秒でKO勝利。
2021年12月4日、後楽園ホールで開催された「ダイナミックグローブ」にてOPBF東洋太平洋およびWBOアジアパシフィックウェルター級王者の豊嶋亮太に挑戦。12回0-3（112-116×2、111-117）の判定負けで王座獲得に失敗。
2022年10月22日、後楽園ホールで日本ウェルター級挑戦者決定戦にて日本同級1位の重田裕紀と対戦。序盤に2度ダウンを取られ苦戦するも後半盛り返して8回1-0（76-74、75-75×2）でドローとなるも最強挑戦者決定戦の特別ルールとしてドローと採点した2名の審判員が与えた優勢点により勝者扱いとなり、日本ウェルター級王座挑戦権を獲得。
2023年4月26日、後楽園ホールで開催された「フェニックスバトル99」にて日本ウェルター級王座決定戦として重田裕紀と再戦。2回2分TKOで勝利し一度は逃した日本同級王座を獲得。
2023年9月2日、後楽園ホールで開催された「ダイナミックグローブ」にて日本ウェルター級タイトルマッチとして日本同級1位で元WBOアジアパシフィックミドル級王者の能嶋宏弥と対戦し、10回3-0（98-92×3）の判定勝ちを収め初防衛に成功した。
2023年12月2日、後楽園ホールで開催された「ダイナミックグローブ」にて日本ウェルター級タイトルマッチとして日本同級4位のシーサー皆川と対戦し、10回3-0（95-94、96-93×2）の判定勝ちを収め2度目の防衛に成功した。
2024年5月4日、後楽園ホールで開催された「ダイナミックグローブ」にて日本ウェルター級タイトルマッチとして日本同級1位の豊嶋亮太と2年5ヶ月ぶりに再戦するも、10回1-2（94-96×2、96-94）の僅差の判定負けを喫し3度目の防衛に失敗、王座から陥落し雪辱を果たせなかった。
2025年1月24日、有明アリーナで開催された井上尚弥対金藝俊の前座のOPBF東洋太平洋・WBOアジアパシフィックウェルター級2冠タイトルマッチとしてOPBF東洋太平洋およびWBOアジアパシフィック同級王者の佐々木尽に挑戦するも、12回0-3（112-116、111-117、110-118）の判定負けを喫し王座獲得および再起に失敗した。

## 戦績
- アマ - 8勝3敗
- プロボクシング - 48戦29勝（15KO）15敗 3分

| 戦           | 日付           | 勝敗 | 時間    | 内容    | 対戦相手                               | 国籍           | 備考                                                                     |
| ------------ | -------------- | ---- | ------- | ------- | -------------------------------------- | -------------- | ------------------------------------------------------------------------ |
| 1            | 2010年6月26日  | ☆    | 4R      | 判定3-0 | アントニオ・オヘダ                     | メキシコ       | プロデビュー戦                                                           |
| 2            | 2010年7月16日  | ☆    | 2R 0:33 | TKO     | エドガル・ロドリゲス                   | メキシコ       |                                                                          |
| 3            | 2010年9月4日   | ☆    |         | KO      | エマヌエル・ガルサ                     | メキシコ       |                                                                          |
| 4            | 2010年10月2日  | ☆    | 1R 0:53 | TKO     | ネストール・バレンシア                 | メキシコ       |                                                                          |
| 5            | 2010年10月23日 | ☆    |         | KO      | マウリシオ・ピメンテル                 | メキシコ       |                                                                          |
| 6            | 2010年11月26日 | ★    | 6R      | 判定0-3 | エドガル・アレハンドロ・ロメリ         | メキシコ       |                                                                          |
| 7            | 2011年3月4日   | ☆    | 6R      | 判定3-0 | アルド・エルナンデス                   | メキシコ       |                                                                          |
| 8            | 2011年6月3日   | ☆    | 5R      | KO      | ビセンテ・エルナンデス・メヒア         | メキシコ       |                                                                          |
| 9            | 2011年7月23日  | ☆    | 6R      | 判定3-0 | フアン・カルロス・パチェコ             | メキシコ       |                                                                          |
| 10           | 2011年9月10日  | ★    | 8R      | 判定0-3 | ロベルト・ゴンサレス                   | メキシコ       |                                                                          |
| 11           | 2011年11月18日 | ☆    | 1R 1:37 | TKO     | エミリオ・ルイス                       | メキシコ       |                                                                          |
| 12           | 2012年3月31日  | ☆    | 6R      | 判定3-0 | ブラディミール・ラベージョ             | メキシコ       |                                                                          |
| 13           | 2012年4月14日  | ☆    | 3R      | TKO     | アルフォンソ・シブリアン               | メキシコ       |                                                                          |
| 14           | 2013年5月11日  | ☆    | 5R 2:04 | TKO     | アンドレス・バスコンセロス             | メキシコ       |                                                                          |
| 15           | 2013年6月8日   | ☆    | 1R      | KO      | ヘラルド・レンドン                     | メキシコ       |                                                                          |
| 16           | 2013年6月29日  | ★    | 8R      | 判定1-2 | カルロス・ウィンストン・ベラスケス     | ニカラグア     |                                                                          |
| 17           | 2013年8月17日  | ☆    | 10R     | 判定2-0 | フランシスコ・ハビエル・ペレス         | メキシコ       |                                                                          |
| 18           | 2013年12月14日 | ☆    | 1R 1:53 | TKO     | フェルナンド・アヤラ                   | メキシコ       |                                                                          |
| 19           | 2014年2月8日   | ☆    | 4R      | KO      | アレハンドロ・バレラ                   | メキシコ       |                                                                          |
| 20           | 2014年5月21日  | ☆    | 10R     | 判定3-0 | オマール・バラハス                     | メキシコ       |                                                                          |
| 21           | 2014年7月18日  | ★    | 12R     | 判定0-3 | アブラアム・コルデロ                   | メキシコ       | WBCユースライト級シルバー王座決定戦                                      |
| 22           | 2014年11月1日  | ★    | 12R     | 判定0-3 | ネリー・サギラン                       | メキシコ       | USNBC全米シルバーライト級タイトルマッチ                                  |
| 23           | 2015年4月22日  | ☆    | 4R 1:34 | KO      | フェルナンド・トーレス                 | メキシコ       |                                                                          |
| 24           | 2015年7月24日  | ☆    | 8R      | 判定2-1 | ホセ・フランシスコ・スニガ             | メキシコ       |                                                                          |
| 25           | 2015年9月12日  | ☆    | 10R     | KO      | ハビエル・メルカド                     | メキシコ       | WBCスーパーライト級ユース王座決定戦                                      |
| 26           | 2016年4月23日  | ☆    | 8R      | 判定3-0 | カルロス・ビラ                         | アメリカ合衆国 |                                                                          |
| 27           | 2016年8月6日   | ★    | 8R      | 判定0-2 | ルイス・ヘスス・ビダレス               | メキシコ       |                                                                          |
| 28           | 2016年9月24日  | △    | 8R      | 判定1-1 | ホセ・プラド                           | アメリカ合衆国 |                                                                          |
| 29           | 2016年11月26日 | ★    | 10R     | 判定0-2 | ホセ・エデュアルド・ロペス・ロドリゲス | メキシコ       |                                                                          |
| 30           | 2017年4月22日  | ☆    | 8R      | 判定2-0 | ホセ・プラド                           | アメリカ合衆国 |                                                                          |
| 31           | 2017年8月22日  | ☆    | 8R      | 判定3-0 | アシュリー・テオファン                 | イギリス       |                                                                          |
| 32           | 2017年10月21日 | △    | 8R      | 判定0-1 | キャメロン・クラエル                   | アメリカ合衆国 |                                                                          |
| 33           | 2018年4月12日  | ★    | 8R      | 判定0-3 | ジェナロ・ガメス                       | アメリカ合衆国 |                                                                          |
| 34           | 2018年10月18日 | ★    | 8R      | 判定0-3 | エディ・ゴメス                         | アメリカ合衆国 |                                                                          |
| 35           | 2019年4月25日  | ★    | 10R     | 判定0-3 | アレクシス・ロチャ                     | アメリカ合衆国 | WBC米大陸ウェルター級タイトルマッチ                                      |
| 36           | 2019年11月2日  | ★    | 8R      | 判定0-3 | ゴル・エリツィアン                     | アルメニア     |                                                                          |
| 37           | 2020年8月31日  | ☆    | 8R      | 判定3-0 | 重田裕紀（ワタナベ）                   | 日本           |                                                                          |
| 38           | 2020年12月26日 | ☆    | 8R      | 判定3-0 | 小畑武尊（ダッシュ東保）               | 日本           |                                                                          |
| 39           | 2021年4月8日   | ★    | 10R     | 判定0-3 | 小原佳太（三迫）                       | 日本           | 日本ウェルター級タイトルマッチ                                           |
| 40           | 2021年8月20日  | ☆    | 3R 2:15 | TKO     | ダリオ・フェルマン・ガルシア           | メキシコ       |                                                                          |
| 41           | 2021年12月4日  | ★    | 12R     | 判定0-3 | 豊嶋亮太（帝拳）                       | 日本           | OPBF東洋太平洋ウェルター級タイトルマッチ                                 |
| 42           | 2022年10月22日 | △    | 8R      | 判定1-0 | 重田裕紀（ワタナベ）                   | 日本           | 2022年度日本ウェルター級最強挑戦者決定戦 ※優勢点により日本王座挑戦権獲得 |
| 43           | 2023年4月26日  | ☆    | 3R 2:00 | TKO     | 重田裕紀（ワタナベ）                   | 日本           | 日本ウェルター級王座決定戦 日本王座獲得                                  |
| 44           | 2023年9月2日   | ☆    | 10R     | 判定3-0 | 能嶋宏弥（薬師寺）                     | 日本           | 日本王座防衛1                                                            |
| 45           | 2023年12月2日  | ☆    | 10R     | 判定3-0 | シーサー皆川（平仲BS）                 | 日本           | 日本王座防衛2                                                            |
| 46           | 2024年5月4日   | ★    | 10R     | 判定1-2 | 豊嶋亮太（帝拳）                       | 日本           | 日本王座陥落                                                             |
| 47           | 2025年1月24日  | ★    | 12R     | 判定0-3 | 佐々木尽（八王子中屋）                 | 日本           | ОPBF東洋太平洋・WBOアジアパシフィックウェルター級タイトルマッチ          |
| テンプレート |                |      |         |         |                                        |                |                                                                          |

## 獲得タイトル
- WBCユース世界スーパーライト級王座
- 第57代日本ウェルター級王座（防衛2）